# Polebridge to Numa Ridge Phoneline
La Polebridge to Numa Ridge Phoneline est une ligne téléphonique américaine située dans le comté de Flathead, au Montana. Elle est inscrite au Registre national des lieux historiques depuis le 4 avril 1996.